# Lauren Hernandez
Pour les articles homonymes, voir Hernandez.
Lauren Hernandez, également appelée Laurie Hernandez, est une gymnaste artistique américaine née le 9 juin 2000 à New Brunswick. Elle est sacrée championne olympique par équipe et vice-championne olympique à la poutre aux Jeux olympiques d'été de 2016.
Elle a remporté avec Simone Biles, Gabrielle Douglas, Madison Kocian et Alexandra Raisman la médaille d'or du concours par équipes aux Jeux olympiques d'été de 2016 à Rio de Janeiro et la médaille d'argent en poutre.

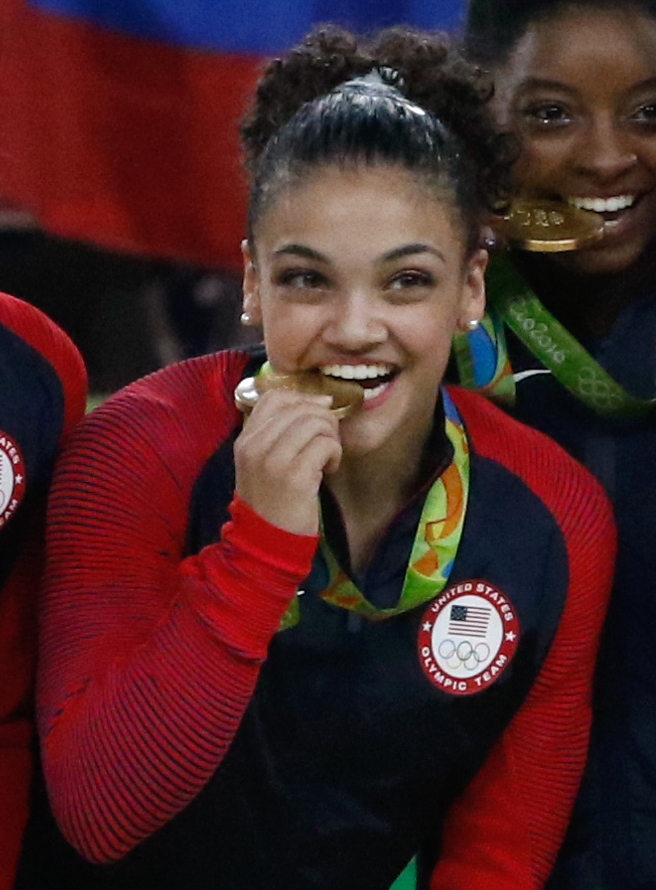
Laurie Hernandez aux Jeux olympiques d'été de 2016 à Rio de Janeiro.

## Biographie
Lauren Zoe Hernandez est née le 9 juin 2000 à New Brunswick.
En 2016, elle participe et remporte la 23e saison de Dancing with the Stars avec comme partenaire Valentin Chmerkovskiy (en).

## Palmarès

### Jeux olympiques
- Rio 2016
  -  médaille d'or au concours général par équipes
  -  médaille d'argent à la poutre